# Траян (Констанца)
Траян (рум. Traian) — село у повіті Констанца в Румунії. Входить до складу комуни Сечеле.
Село розташоване на відстані 205 км на схід від Бухареста, 35 км на північ від Констанци, 115 км на південний схід від Галаца.

## Населення
За даними перепису населення 2002 року у селі проживали 85 осіб, усі — румуни. Усі жителі села рідною мовою назвали румунську.